# Molotov and Haze
Molotov and Haze is het achtste muziekalbum van het Britse Bass Communion. Die band bestaat maar uit één persoon; Steven Wilson.

## Musici
- Steven Wilson – alle instrumenten

## Composities
1. "Molotov 1502" - 15.30
2. "Glacial 1602" - 13.10
3. "Corrosive 1702" - 12.26
4. "Haze 1402" - 23.10

De laatste track is geremixt uitgebracht als een soort single Haze Shrapnel. Track drie zit tegen distortion aan. Het geluid heeft af en toe wat weg van het geluid dat vliegtuigen maakten in hun begintijd. Track vier sterft uit in stilte.

## Hoes
De hoes bestaat wederom (meer albums van Wilson zijn zo verpakt) uit een mini elpeeuitvoering, een hardkartonnen uitvouwhoes met de cd in folie. De hoes is in dit geval Japanse sound locators; een soort primitieve radar, waarbij puur op geluid werd opgespoord naar aankomende bommenwerpers etc. Foto geleverd door Carl Glover.